# Sophie von Weiler
Sophie Pauline von Weiler (Den Bosch, 24 december 1958) is een voormalig hockeyinternational. Zij speelde in de periode 1978-1988 in totaal 154 interlands (69 doelpunten) voor het Nederlands dameshockeyteam.
Von Weiler, lid van de familie Von Weiler, behaalde op de Olympische Spelen van 1984 in Los Angeles als spits de gouden medaille. Vier jaar later was er olympisch brons in Seoel, waarna zij met een complete medaillekeur afscheid nam. In de Nederlandse competitie kwam zij uit voor MOP en Hilversumsche Mixed Hockey Club. Von Weiler was manager van het Nederlands damesteam dat met bondscoach Tom van 't Hek brons won op de Olympische Spelen van 1996 in Atlanta, Verenigde Staten.
Von Weiler is Ridder in de Orde van Oranje-Nassau.

## Erelijst
- WK Hockey 1981 te Buenos Aires (Arg)
- WK Hockey 1983 te Kuala Lumpur (Mal)
- EK Hockey 1984 te Rijsel (Fra)
- Olympische Spelen 1984 te Los Angeles (VS)
- WK Hockey 1986 te Amstelveen
- Champions Trophy 1987 te Amstelveen
- EK Hockey 1987 te Londen (G-Br)
- Olympische Spelen 1988 te Seoel (Z-Kor)

Carina Benninga · 
Det de Beus · 
Fieke Boekhorst · 
Marjolein Bolhuis-Eijsvogel · 
Marieke van Doorn · 
Irene Hendriks · 
Elsemiek Hillen · 
Aletta van Manen · 
Anneloes Nieuwenhuizen · 
Martine Ohr · 
Sandra Le Poole · 
Alette Pos · 
Lisette Sevens · 
Sophie von Weiler · 
Laurien Willemse · 
Margriet Zegers · 
Coach: Gijs van Heumen
Willemien Aardenburg · 
Carina Benninga · 
Det de Beus · 
Marjolein Bolhuis-Eijsvogel · 
Yvonne Buter · 
Marieke van Doorn · 
Annemieke Fokke · 
Noor Holsboer · 
Lisanne Lejeune · 
Helen Lejeune-van der Ben · 
Aletta van Manen · 
Anneloes Nieuwenhuizen · 
Martine Ohr · 
Sophie von Weiler · 
Laurien Willemse · 
Ingrid Wolff ·
Coach: Gijs van Heumen